# Parasyrisca belukha
Parasyrisca belukha Ovtsharenko, Platnick & Marusik, 1995 è un ragno appartenente alla famiglia Gnaphosidae.

## Etimologia
Il nome della specie è in riferimento al monte Belucha, nella repubblica russa dell'Altaj, su cui sono stati rinvenuti gli esemplari.

## Caratteristiche
L'olotipo femminile rinvenuto ha lunghezza totale è di 12,00mm; la lunghezza del cefalotorace è di 4,95mm; e la larghezza è di 3,90mm.

## Distribuzione
La specie è stata reperita in Russia: l'olotipo femminile è stato rinvenuto sul monte Belucha, appartenente alla repubblica russa dell'Altaj.

## Tassonomia
Al 2015 non sono note sottospecie e dal 1995 non sono stati esaminati nuovi esemplari.